# Vijay Kumar

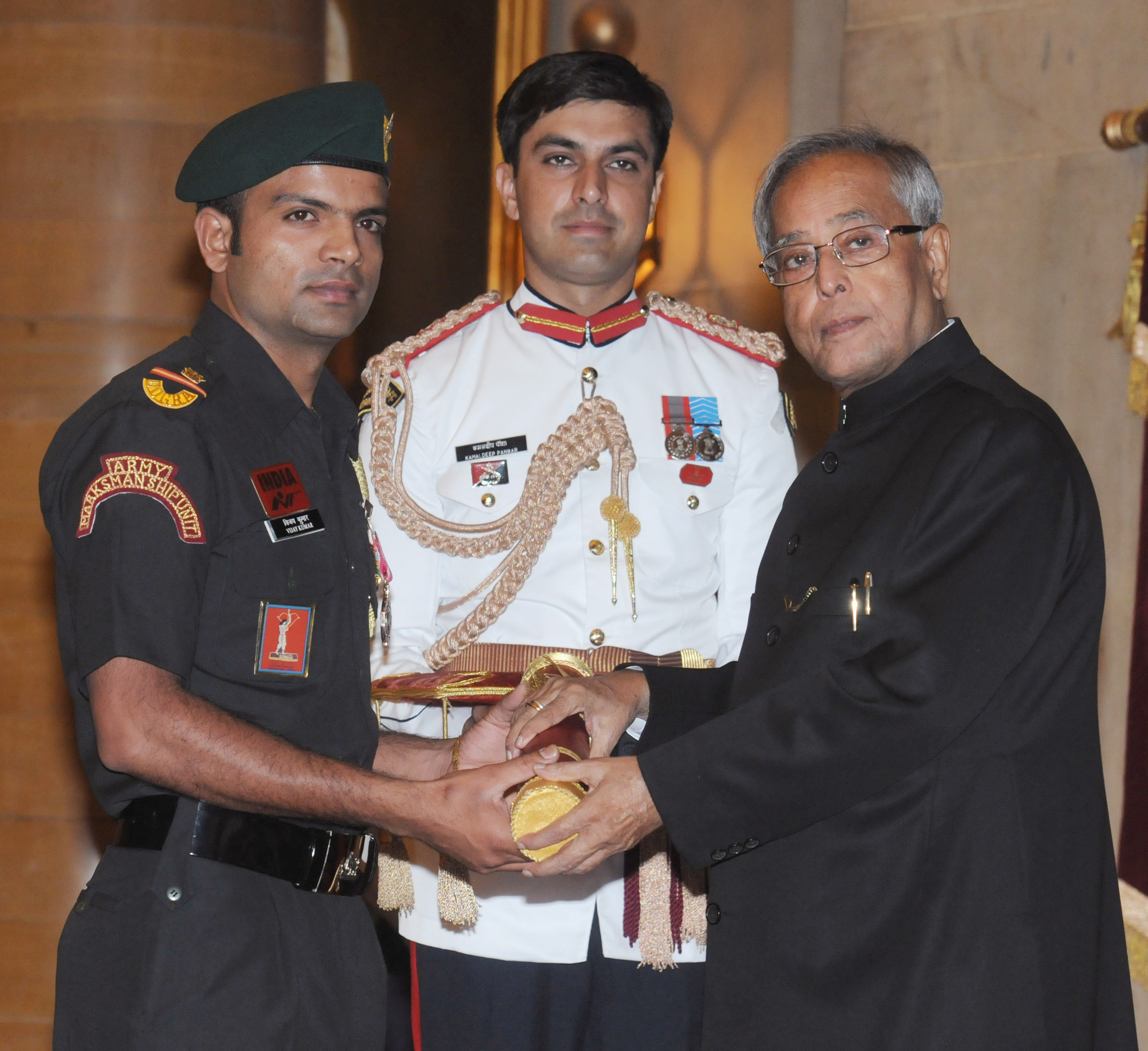
Vijay Kumar recendo premiação do presidente Shri Pranab Mukherjee em 2013

Vijay Kumar (Hamirpur, 19 de agosto de 1985) é um atirador olímpico indiano, medalhista olímpico.

## Carreira
Vijay Kumar representou a Índia na Olimpíada de 2012, conquistou a medalha de prata em 2012, na Pistola rápida 25mRifle 10m.